# Fritz Fischer (biathlon)
Pour les articles homonymes, voir Fischer et Fritz Fischer.
Friedrich « Fritz » Fischer, né le 22 septembre 1956 à Kelheim, est un biathlète allemand.
Il remporte notamment la Coupe du monde en 1988 et le titre olympique du relais en 1992.

## Biographie
Il participe à ses premiers Jeux olympiques en 1980. Un an plus tard, il obtient sa première médaille aux Championnats du monde 1981 à Lahti, où il se classe aussi cinquième de l'individuel. Peu après il monte sur son premier podium en Coupe du monde à Hedenäset à la suite d'une victoire sur l'individuel.
Aux Jeux olympiques d'hiver de 1984, après deux top dix individuels (septième et huitième), il obtient avec l'équipe d'Allemagne de l'Ouest la médaille de bronze sur le relais, discipline où il gagne la même médaille aux Mondiaux 1985. 
À partir de 1987, Fritz commence à engranger des victoires en Coupe du monde dont il remporte le classement général en 1988, année où il est médaillé d'argent aux Jeux olympiques de Calgary en relais. Aux Championnats du monde 1989, il monte sur son seul podium individuel en mondial en décrochant la médaille de bronze de l'individuel. Il gagne plus tard ses sixième et septième course individuelle en Coupe du monde à Steinkjer. Ce sont ses derniers podiums personnels.
Il s'illustre seulement en relais ensuite, avec son seul titre mondial dans la discipline en 1991.
Il devient champion olympique de relais en 1992 avec l'Allemagne en compagnie de Ricco Groß, Mark Kirchner et Jens Steinigen, alors qu'il ne prend pas part aux compétitions individuelles.
En 1993, il quitte la compétition de haut niveau après un deuxième titre mondial avec l'Allemagne sur l'épreuve par équipes.
Il devient plus tard entraîneur dans l'équipe allemande. Il prend sa retraite en 2014.
Son fils Thomas est un skieur acrobatique.

## Palmarès

### Jeux olympiques d'hiver
| Épreuve / Édition   | Individuel | Sprint | Relais                              |
| ------------------- | ---------- | ------ | ----------------------------------- |
| JO 1980 Lake Placid | -          | 27e    | -                                   |
| JO 1984 Sarajevo    | 7e         | 8e     | Médaille de bronze, Jeux olympiques |
| JO 1988 Calgary     | 23e        | 12e    | Médaille d'argent, Jeux olympiques  |
| JO 1992 Albertville | -          | -      | Médaille d'or, Jeux olympiques      |

### Championnats du monde
| Épreuve \ ChM | 1981 à Lahti                      | 1982 à Minsk                     | 1983 à Antholz                   | 1985 à Ruhpolding                  | 1986 à Oslo                      | 1987 à Lake Placid                 | 1989 à Feistritz                   | 1990 à Minsk, Oslo et Kontiolahti | 1991 à Lahti                  | 1993 à Borovets               |
| ------------- | --------------------------------- | -------------------------------- | -------------------------------- | ---------------------------------- | -------------------------------- | ---------------------------------- | ---------------------------------- | --------------------------------- | ----------------------------- | ----------------------------- |
| Individuel    | 5e                                | 15e                              | 10e                              | 16e                                | 22e                              | 9e                                 | Médaille de bronze, Coupe du Monde | 25e                               | 13e                           |                               |
| Sprint        | 19e                               | 15e                              | 13e                              | 6e                                 | 17e                              | 40e                                | 17e                                | 46e                               | 6e                            | -                             |
| Relais        | Médaille d'argent, Coupe du Monde | 4e                               | 4e                               | Médaille de bronze, Coupe du Monde | DSQ                              | Médaille de bronze, Coupe du Monde | 6e                                 |                                   | Médaille d'or, Coupe du Monde |                               |
| Par équipes   | Épreuve inexistante à cette date  | Épreuve inexistante à cette date | Épreuve inexistante à cette date | Épreuve inexistante à cette date   | Épreuve inexistante à cette date | Épreuve inexistante à cette date   | Médaille d'argent, Coupe du Monde  | -                                 | -                             | Médaille d'or, Coupe du Monde |

### Coupe du monde
- Vainqueur du classement général en 1988.
- 19 podiums individuels : 7 victoires, 5 deuxièmes places et 7 troisièmes places.

#### Liste des victoires
7 victoires (4 en individuel et 3 en sprint)
| Saison    | Date             | Lieu       | Discipline       |
| --------- | ---------------- | ---------- | ---------------- |
| 1980–1981 | 2 avril 1981     | Hedenäset  | 20 km individuel |
| 1983–1984 | 12 janvier 1984  | Pontresina | 20 km individuel |
| 1986–1987 | 10 janvier 1987  | Borovets   | 10 km sprint     |
| 1986–1987 | 24 janvier 1987  | Ruhpolding | 10 km sprint     |
| 1987–1988 | 17 décembre 1987 | Hochfilzen | 20 km individuel |
| 1988–1989 | 16 mars 1989     | Steinkjer  | 20 km individuel |
| 1988–1989 | 18 mars 1989     | Steinkjer  | 10 km sprint     |